# Erhard Loretan

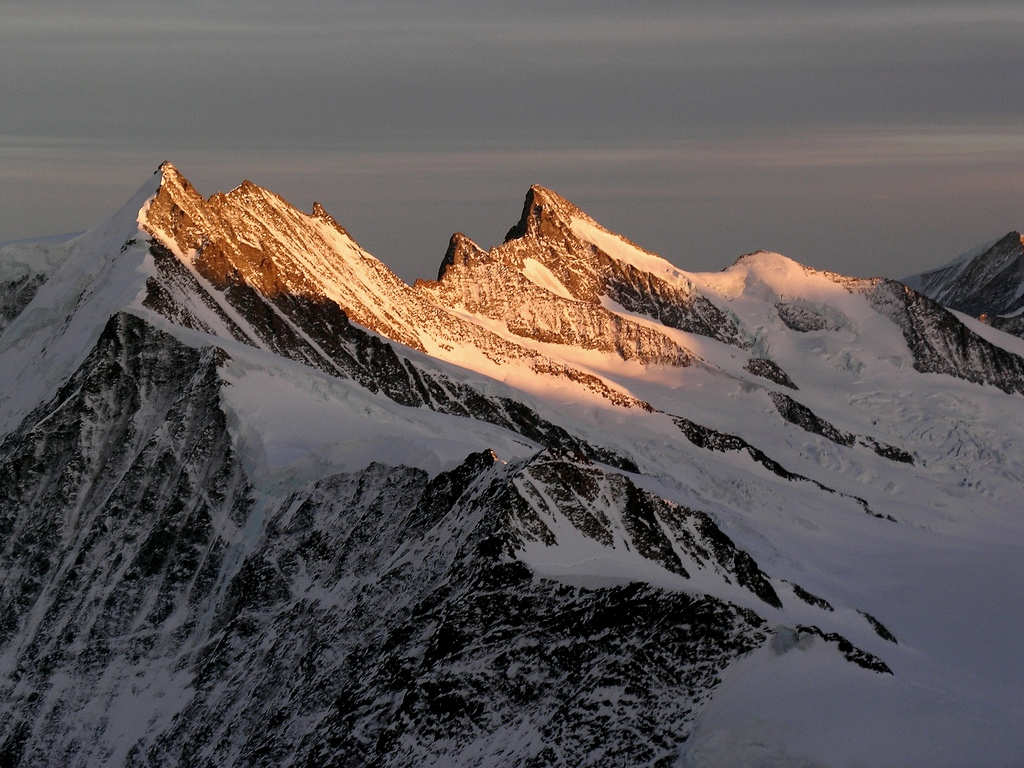
Il Gross Grünhorn a destra, a sinistra il Gross Fiescherhorn e, nel mezzo, il Klein Grünhorn.

Erhard Loretan (Bulle, 28 aprile 1959 – Grünhorn, 28 aprile 2011) è stato un alpinista svizzero.

## Biografia
Loretan compie la sua prima spedizione nelle Ande nel 1980. Nel 1982 compie l'ascensione del suo primo Ottomila scalando il Nanga Parbat. Nel 1986 Loretan compie un'ascesa eccezionale all'Everest, salendo in sole 40 ore, arrampicando di notte senza l'ausilio dell'ossigeno supplementare. Nel 1995, all'età di 36 anni, diviene il terzo uomo a salire i 14 Ottomila ed il secondo dopo Reinhold Messner a salirli senza l'ausilio di ossigeno supplementare.
Il 23 dicembre del 2001 causa involontariamente la morte del figlio Ewan di 7 mesi, scuotendolo per farlo smettere di piangere, ignorando la sindrome del bambino scosso. Viene condannato il 12 febbraio 2003 a 4 mesi con la condizionale. Il 28 aprile 2011, giorno del suo 52º compleanno, muore in un incidente durante l'ascensione del Grünhorn, cadendo per oltre 200 metri. In un successivo articolo su Le Temps, la sua compagna si attribuirà la responsabilità dell'accaduto.
| Cima          | Anno |
| ------------- | ---- |
| Nanga Parbat  | 1982 |
| Gasherbrum II | 1983 |
| Gasherbrum I  | 1983 |
| Broad Peak    | 1983 |
| Manaslu       | 1984 |
| Annapurna I   | 1984 |
| K2            | 1985 |
| Dhaulagiri I  | 1985 |
| Everest       | 1986 |
| Cho Oyu       | 1990 |
| Shisha Pangma | 1990 |
| Makalu        | 1991 |
| Lhotse        | 1994 |
| Kangchenjunga | 1995 |